# ماروموکوترو
ماروموکوترو (به لاتین: Maromokotro) یک کوه در ماداگاسکار است که در دیانا (ماداگاسکار) واقع شده‌است. ماروموکوترو ۲٬۸۷۶ متر بالاتر از سطح دریا واقع شده‌است.